# Scolopopleura nigeriana
Scolopopleura nigeriana är en mångfotingart som beskrevs av Carl Graf Attems 1931. Scolopopleura nigeriana ingår i släktet Scolopopleura och familjen Chelodesmidae. Inga underarter finns listade i Catalogue of Life.